# Temporada 1965-66 de l'NBA
La temporada 1965-66 de l'NBA fou la 20a en la història de l'NBA. Boston Celtics fou el campió després de guanyar a Los Angeles Lakers per 4-3. Aquest seria el darrer dels vuit anells consecutius que van aconseguir els Celtics.

## Classificacions
- Divisió Est

| Equip              | V  | D  | %V   | P  |
| ------------------ | -- | -- | ---- | -- |
| Philadelphia 76ers | 55 | 25 | ,688 | -  |
| Boston Celtics C   | 54 | 26 | ,675 | 1  |
| Cincinnati Royals  | 45 | 35 | ,563 | 10 |
| New York Knicks    | 30 | 50 | ,375 | 25 |

- Divisió Oest

| Equip                  | V  | D  | %V   | P  |
| ---------------------- | -- | -- | ---- | -- |
| Los Angeles Lakers     | 45 | 35 | ,563 | -  |
| Baltimore Bullets      | 38 | 42 | ,475 | 7  |
| St. Louis Hawks        | 36 | 44 | ,450 | 9  |
| San Francisco Warriors | 35 | 45 | ,438 | 10 |
| Detroit Pistons        | 22 | 58 | ,275 | 23 |

* V: Victòries
* D: Derrotes
* %V: Percentatge de victòries
* P: Diferència de partits respecte al primer lloc
* C: Campió

## Estadístiques
| Categoria                   | Jugador          | Equip              | Mitjana/% |
| --------------------------- | ---------------- | ------------------ | --------- |
| Punts per partit            | Wilt Chamberlain | Philadelphia 76ers | 33,5      |
| Rebots per partit           | Wilt Chamberlain | Philadelphia 76ers | 24,6      |
| Assistències per partit     | Oscar Robertson  | Cincinnati Royals  | 11,1      |
| Percentatge de tirs de camp | Wilt Chamberlain | Philadelphia 76ers | 54,0      |
| Percentatge de tirs lliures | Larry Siegfried  | Boston Celtics     | 88,1      |

## Premis
- MVP de la temporada
  -  Wilt Chamberlain (Philadelphia 76ers)

- Rookie de l'any
  -  Rick Barry (San Francisco Warriors)

- Entrenador de l'any
  -  Dolph Schayes (Philadelphia 76ers)

- Primer quintet de la temporada
  - Rick Barry, San Francisco Warriors
  - Jerry Lucas, Cincinnati Royals
  - Wilt Chamberlain, Philadelphia 76ers
  - Oscar Robertson, Cincinnati Royals
  - Jerry West, Los Angeles Lakers

- Segon quintet de la temporada
  - Hal Greer, Philadelphia 76ers
  - John Havlicek, Boston Celtics
  - Bill Russell, Boston Celtics
  - Gus Johnson, Baltimore Bullets
  - Sam Jones, Boston Celtics

- Millor quintet de rookies
  - Tom Van Arsdale, Detroit Pistons
  - Rick Barry, San Francisco Warriors
  - Dick Van Arsdale, New York Knicks
  - Billy Cunningham, Philadelphia 76ers
  - Fred Hetzel, San Francisco Warriors